# ماركو بيزيك
ماركو بيزيك (بالسلوفينية: Marko Bezjak) مواليد 26 يونيو 1986 في ليوبليانا، جمهورية يوغوسلافيا الاشتراكية الاتحادية، هو لاعب كرة يد سلوفيني يلعب كوسط مدافع. يلعب حاليا مع نادي ماغديبورغ لكرة اليد ويحمل الرقم 6. مثل منتخب سلوفينيا لكرة اليد. شارك في دورة الألعاب الأولمبية الصيفية سنة 2016.

## المسيرة الاحترافية
لعب مع نادي جروزالم أورموج لكرة اليد في الدوري السلوفيني في سنة 2008، ثم انضم إلى نادي جورينيه فيلينيه لكرة اليد من سنة 2008 إلى 2013، ثم لعب مع نادي ماغديبورغ لكرة اليد في الدوري الألماني في سنة 2013.

## سجل المنافسة
شارك في البطولات التالية:
- بطولة العالم لكرة اليد للرجال 2015
- بطولة أوروبا لكرة اليد للرجال 2012
- الألعاب الأولمبية الصيفية 2016

## روابط خارجية
- ماركو بيزيك على موقع الاتحاد الأوروبي لكرة اليد (الإنجليزية)
- ماركو بيزيك على موقع أوليمبيديا (الإنجليزية)